# Keigo Shimuzu
Keigo Shimuzu (Nagasaki, Japón, 1939) es un nadador japonés retirado especializado en pruebas de estilo libre, donde consiguió ser medallista de bronce olímpico en 1960 en los 4 x 100 metros estilos.

## Carrera deportiva
En los Juegos Olímpicos de Roma 1960 ganó la medalla de bronce en los relevos de 4 x 100 metros estilos, con un tiempo 4:12.2 segundos, tras Estados Unidos (oro con 4:05.4 segundos) y Australia (plata); sus compañeros de equipo fueron los nadadores: Kazuo Tomita, Koichi Hirakida y Yoshihiko Osaki.